# Jeu à la nantaise
Le jeu « à la nantaise » est un terme apparu dans les années 1990 dans le journalisme de football français pour désigner le style de jeu particulier du Football Club de Nantes, axé sur l'attaque et sur certains choix collectifs (mobilité, disponibilité), et la tradition à laquelle il correspond, initiée par José Arribas de 1960 à 1976, et poursuivie par Jean-Claude Suaudeau et Raynald Denoueix.

## Terme journalistique
La qualification de jeu « à la nantaise » apparaît au début des années 1990, après le retour de Jean-Claude Suaudeau à la tête du FCN, alors que les résultats sportifs du club sont sur une pente ascendante. On le trouve notamment sous la plume du correspondant de L'Équipe, Patrick Dessault, qui en donne une définition en 1992 :

« Hérité des années 60 et mis en lumière par José Arribas […], repris mot pour mot par Suaudeau […], ce jeu « à la nantaise » renaît aujourd'hui de ses cendres. 
Ce savoir-faire, érigé en philosophie de jeu parfois, est donc de retour sur les terrains de France. Intelligence de jeu, science du mouvement, de la course et du déplacement, simplicité du geste, tous ces principes étant mis en relief par le cuistot maison qui applique ses propres recettes. »

Patrick Dessault, et d'autres journalistes, appuient également souvent sur l'importance de la formation dans ce jeu « à la nantaise », qui instaure une habitude de jeu entre les coéquipiers.
Cette expression employée très vite par le public, en particulier à partir du titre de 1995, ne découle cependant d'aucune déclaration des entraîneurs nantais auxquels elle est appliquée (Arribas, Suaudeau, Denoueix). Elle a même été parfois critiquée par ces derniers, notamment Jean-Claude Suaudeau.

## Jeu du FC Nantes
La définition du jeu fait par les principaux entraîneurs nantais évite souvent les conceptions tactiques pour appuyer sur des constantes adaptables au gré de l'évolution du football : outre l'état d'esprit collectif et offensif, on peut souligner que le jeu nantais est le résultat d'un entraînement lourd, souvent même considéré comme l'un des plus durs dans le football français,, et caractérisé par des exercices originaux comme les entraînements sans ballon et les séances dans la « fosse » de la Jonelière, petit terrain entouré de murs accentuant le contact physique et favorisant le jeu court et rapide.

### José Arribas
Lorsqu'on lui demande de préciser ce qui fait la particularité du football nantais, José Arribas, initiateur de cette école de jeu à partir de 1960, préfère insister sur une conception générale et collective, et non en termes tactiques :

« Je crois qu’au-delà de la valeur individuelle de mes joueurs, ce qui est bien plus important, c’est la prise de conscience de leur valeur collective. C’est pourquoi, bien plus que d’un système ou d’une organisation de jeu, c’est d’une conception de jeu qu’il faut parler en ce qui concerne Nantes. Ou si vous préférez d’un état d’esprit que je peux traduire de la manière suivante : chacun essaie de se fondre dans l’ensemble et fait confiance au partenaire. »

Les choix tactiques de José Arribas ont une portée défensive autant qu'offensive : défense en zone d'abord, puis passage au 4-2-4 (disposition du Brésil de 1958), destiné avant tout à placer un quatrième défenseur par rapport au WM, au centre, selon le principe de la défense en ligne, jouant le hors jeu. De même, le choix du jeu court est d'abord basé sur un constat : le jeu long favorise l'engagement physique, ce qui ne correspond pas aux qualités de l'équipe. Quant au style offensif il est permis par les changements de rythme : « Le rythme, la vivacité sont les meilleurs alliés du jeu offensif. » Ces principes de jeu peuvent s'adapter au gré des joueurs et du contexte, ce qui explique le passage en 4-3-3 au début des années 1970, avec un attaquant servant de pivot (Angel Marcos).

### Jean-Claude Suaudeau
Le jeu se dégrade sous Jean Vincent, ce qui attire les plaintes du public et les critiques des médias qui qualifient le jeu jugé trop défensif de l'équipe d'« Inter de Nantes » et regrettent la perte de niveau collectif.
Jean-Claude Suaudeau, lui, revendique la filiation avec José Arribas, et explique que la tradition nantaise se base sur le mouvement : « à Nantes, il y a toujours eu le mouvement. C'est la mobilité qui fait le jeu, c'est la base du jeu nantais ». La qualité de jeu de l'équipe de 1983 et de celle de 1995 est soulignée, mais les différences importantes entre ces deux équipes montre à la fois l'adaptabilité des principes édictés par Arribas, et la variabilité des conceptions tactiques au FC Nantes. Alors que la première s'inspire du Brésil de la coupe du monde 1982 et insiste sur la disponibilité des joueurs les uns par rapport aux autres (et non sur le porteur du ballon) afin de ne rendre « aucune passe difficile », celle de 1995, techniquement « très moyenne », joue sur l'explosivité et la vitesse des joueurs et réduit les passes : « au lieu de faire dix passes, on en faisait trois-quatre, mais pas n'importe lesquelles. »
Le jeu nantais se définit sous Jean-Claude Suaudeau également par des choix défensifs, notamment avec le renforcement du rôle défensif de certains milieux de terrain : « je conçois le jeu d'attaque à travers la récupération, voilà un des grands principes du club. » Des choix qui ont ensuite fait école : « [Concevoir le jeu d'attaque à travers la récupération], je commence à entendre ça dans de nombreux clubs, mais ça ils l'ont entendu à la Jonelière. »
Les constantes soulignées par Jean-Claude Suaudeau restent donc la disponibilité des joueurs les uns par rapport aux autres, afin de présenter au porteur du ballon des solutions et de le mettre dans les meilleures conditions, soit de passe, soit de dribble : « il faut que l'invention soit à tous les niveaux, d'abord collective, puis individuelle. C'est essentiel, et ça c'est le jeu sans ballon », c'est-à-dire les courses. « Le principe ou le principal [est] toujours le mouvement. Ce mouvement contrôlé et essentiel nous amène à penser mieux, à voir plus vite. [...] À partir de là, on anticipe, on devance plein de choses. » La finalité restant, pour Jean-Claude Suaudeau, l'enchaînement : « ma conception du jeu [...] ça reste « concevoir le jeu à travers les passes ». Le foot est un jeu de passes, hein. C'est l'unité fondamentale. »

### Raynald Denoueix
Raynald Denoueix se place lui également dans la filiation de José Arribas et de Jean-Claude Suaudeau, et comme eux définit avant tout le jeu comme un état d'esprit : « le plaisir de se comprendre. » Les principes de base restent également les mêmes : mobilité et anticipation (courses et passes dans les espaces).
Sur le terrain, le football nantais sous Raynald Denoueix s'appuie encore une fois sur les caractéristiques propres à l'équipe du moment (qualités techniques plus que physiques, a contrario de 1995) : en 2001, les Nantais transmettent le ballon rapidement (1,49 touche de moyenne) et progressent grâce à un jeu court en remontant le terrain sans sauter de ligne, et en utilisant au maximum la largeur du terrain. Ces choix se rapprochent notamment du toque des équipes latines, comme la Colombie ou comme l'Espagne en 2008.

## Banalisation du terme
Plus généralement, ce terme à l'origine assez flou a été rapidement galvaudé. Les journalistes parlent aujourd'hui d'une équipe qui joue « à la nantaise » lorsque ses joueurs parviennent collectivement à développer un jeu fluide, enchaînant rapidement actions offensives et buts, à l'aide de phases collectives en réalité simples et répandues (une-deux, passes à une touche).